# Ситняг багатостеблий
Ситняг багатостеблий, ситняг багатостебловий (Eleocharis multicaulis) — вид рослин з родини осокових (Cyperaceae); поширений у північно-західній Африці і в Європі крім сходу.

## Опис

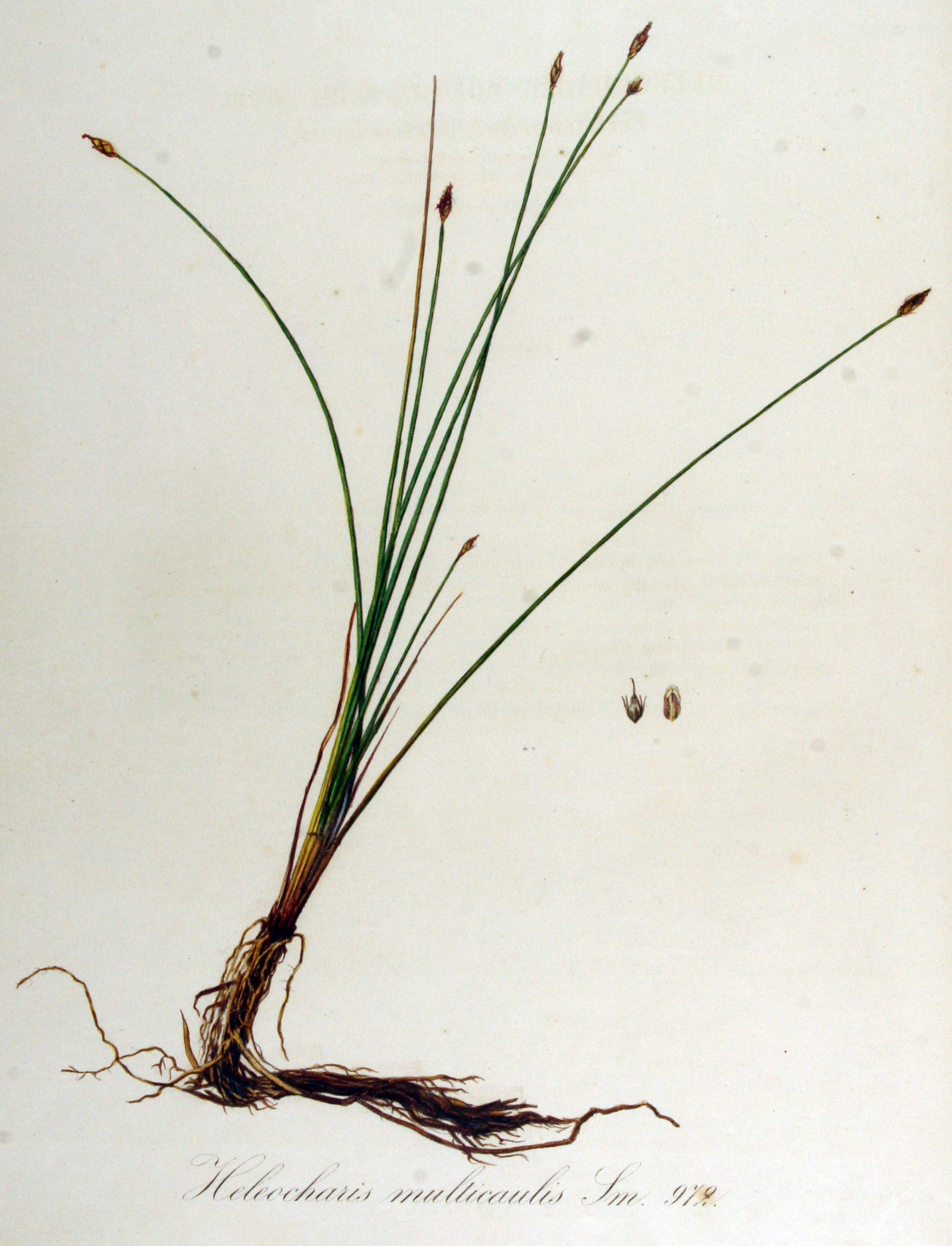

Багаторічна трав'яниста рослина 15—30 см; без повзучого кореневища. Стебла численні. Плід видовжено-оберненояйцеподібні, 1.5–2 мм довжиною. Колоски 5–12 мм довжиною, з темно-пурпуровими або червонувато-коричневими покривними лусками.

## Поширення
Поширений у північно-західній Африці і в Європі крім сходу.
В Україні зростає на болотистих луках — у Закарпатті (басейн р. Іршави).

## Загрози та охорона
Осушення боліт та їх перетворення на сільськогосподарські чи лісові землі (сосна та евкаліпт) є головною загрозою для цього виду.
Вид перебуває під регіональним захистом у Франції (Південь-Піренеї та Лотарингія).